# Дитерихс, Константин Егорович
Константи́н Его́рович Дитерихс (нем. Konstantin Dieterichs; 26 сентября 1812, Российская империя — 17 августа 1874 или 18 [30] августа 1874, Гамбург или Висбаден, Пруссия) — российский военнослужащий, генерал-лейтенант (1864), начальник артиллерии Варшавского военного округа.

## Биография
Родился 26 сентября 1812 года в семье генерал-лейтенанта Е. И. Дитерихса.
В 1831 году в чине прапорщика окончил Артиллерийское училище в Санкт-Петербурге и прикомандирован к училищу «для прохождения высших наук».
В 1854 году был назначен командиром 1-й гренадерской артиллерийской бригады с производством в генерал-майоры в 1855 году. С бригадой находился в походе в Великом княжестве Финляндском, где в ходе Крымской войны принимал участие в сражении при бомбардировках англо-французским флотом Свеаборга и Гельсингфорса, за что 9 сентября 1855 года получил Высочайшее благоволение.
С 1861 по 1872 год исполнял должности начальника 1-й артиллерийской дивизии, помощника начальника артиллерии Виленского военного округа и в 1863 году во время польского мятежа начальника артиллерии Отдельного Гренадерского корпуса, затем был помощником начальника артиллерии Московского военного округа и, наконец, начальником артиллерии Варшавского военного округа.
Скончался 17 августа 1874 года в Гамбурге и был похоронен на русском кладбище в Висбадене (участок № 2). В 1891 году вместе с ним была похоронена скончавшаяся в Санкт-Петербурге его супруга Элеонора Александровна фон Дитерихс (урождённая фон Далер). На могиле установлено архитектурное надгробие с портретным бюстом К. Е. Дитерихса работы скульптора Я. Мойльдерманса (Jakob Meuldermans 1831—1887).

## Чины
- прапорщик (1831)
- генерал-майор (8 сентября 1855[1])
- генерал-лейтенант (19 апреля 1864)

## Награды
- Орден Святого Станислава III степени (1842)
- Орден Святой Анны III степени (1851)
- Орден Святого Владимира IV степени (1856)
- Орден Святого Владимира III степени (1856)
- Орден Святого Станислава I степени (1858)
- Орден Святой Анны I степени (1863)
- Императорская корона к ордену Святой Анны I степени (1866)
- Орден Святого Владимира II степени (1870)